# Cercopithecus denti
Cercopithecus denti là một loài động vật có vú trong họ Cercopithecidae, bộ Linh trưởng. Loài này được Thomas mô tả năm 1907.

## Hình ảnh

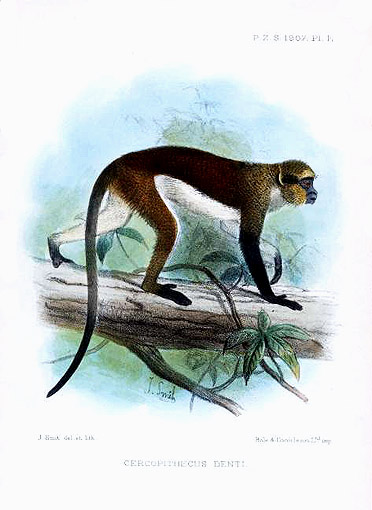